# Dinera chaoi
Dinera chaoi là một loài ruồi trong họ Tachinidae.